# Coryssocnemis lepidoptera
Coryssocnemis lepidoptera är en spindelart som beskrevs av Cândido Firmino de Mello-Leitão 1918. 
Coryssocnemis lepidoptera ingår i släktet Coryssocnemis och familjen dallerspindlar. Inga underarter finns listade i Catalogue of Life.